# Jurij Riazanow
Jurij Riazanow (ros. Юрий Сергеевич Рязанов;  ur. 21 marca 1987 we Włodzimierzu, zm. 20 października 2009) – rosyjski gimnastyk, brązowy medalista mistrzostw świata.
Największym sukcesem zawodnika jest brązowy medal mistrzostw świata w Londynie w wieloboju indywidualnym oraz srebrny w 2006 roku podczas mistrzostw świata w Danii w drużynowym wieloboju. Brązowy medalista mistrzostw Europy w wieloboju indywidualnym w Amsterdamie (2007) i Mediolanie (2009).
Zginął w wypadku samochodowym na autostradzie w Rosji, w dniu 20 października 2009, zaledwie w pięć dni po swoim ostatnim sukcesie.

## Osiągnięcia
| Rok  | Zawody             | Miasto    | Miejsce | Konkurencja            | Punktacja |
| ---- | ------------------ | --------- | ------- | ---------------------- | --------- |
| 2006 | Mistrzostwa świata | Århus     | 3       | Wielobój drużynowo     | 275.400   |
| 2007 | Mistrzostwa Europy | Amsterdam | 3       | Wielobój indywidualnie | 89.000    |
| 2008 | Mistrzostwa Europy | Lozanna   | 1       | Wielobój drużynowo     | 272.450   |
| 2009 | Mistrzostwa Europy | Mediolan  | 3       | Wielobój indywidualnie | 88.200    |
| 2009 | Mistrzostwa świata | Londyn    | 3       | Wielobój indywidualnie | 88.400    |